# Камаленьйо
Камаленьйо (ісп. Camaleño) — муніципалітет в Іспанії, у складі автономної спільноти Кантабрія. Населення — 1075 осіб (2009).
Муніципалітет розташований на відстані близько 320 км на північ від Мадрида, 80 км на південний захід від Сантандера.
На території муніципалітету розташовані такі населені пункти: Ареньйос, Аргуебанес, Барсена, Баро, Беарес, Бесой, Бодія, Брес, Камаленьйо (адміністративний центр), Конгарна, Косгайя, Ентеррія, Еспінама, Ла-Фреча, Фуенте-Де, Лас-Ільсес, Лон, Лос-Льянос, Льявес, М'єсес, Могровехо, Ла-Моліна, Пембес, Підо, Кінтана, Редо, Сан-Пелайо, Санто-Торібіо, Себранго, Танарріо, Тревіньйо, Тур'єно, Вальєхо.

## Демографія
Динаміка населення (INE ):

## Галерея зображень

Розташування муніципалітету